# Achtala (Gurdschaani)

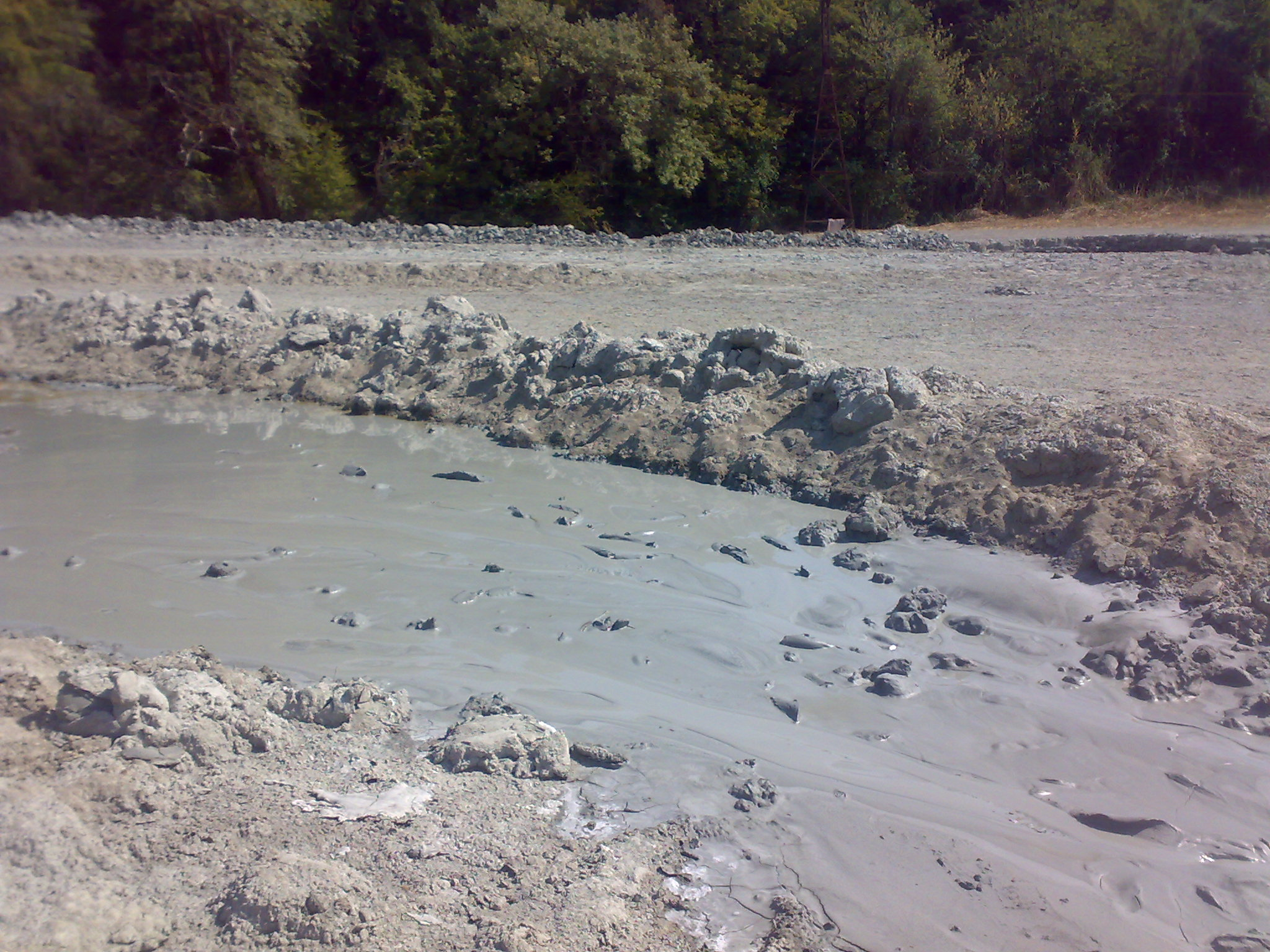
Heilkräftiger Schlamm bei Achtala

Achtala (georgisch ახტალა, ɑχtʼɑlɑ) ist ein Kurort in Georgien. Er befindet sich in der ostgeorgischen Region Kachetien und ist ein westlicher Vorort der Stadt Gurdschaani, zu der er verwaltungstechnisch gehört.
Achtala liegt 122 km östlich der georgischen Hauptstadt Tiflis am südlichen Rand des Alasanitals.
Für Achtala ist gemäßigtes Kontinentalklima charakteristisch: Hier gibt es heiße Sommer und milde Winter; die jährliche Niederschlagsmenge beträgt durchschnittlich 700 mm.
Nachrichten über den Ort Achtala finden sich in den Werken des georgischen Historikers Wachuschti Batonischwili (genannt Bagrationi) aus dem 18. Jahrhundert. Ein am Ortsrand abgebauter mineralhaltiger Schlamm ist für medizinisch-therapeutische Zwecke geeignet und wird seit den 1920er-Jahren für Kuren genutzt. Im Jahr 1924 wurde eine Heilquelle entdeckt, schon 1932 entstand ein kleines Sanatorium und 1935 konnte die Kurklinik eröffnet werden.